# Тиберій III
Тиберій III (грец. Τιβέριος Γ' ο Αψίμαρος; ? — 15 лютого 706, Константинополь) — імператор Візантії з 698 по 705 роки.
Справжнє ім'я Тиберія було Апсімар (грец. Ἀψίμαρος). Про його ранні роки нічого невідомо. Відомо, що він був офіцером флоту. 698 року Апсімар брав участь у невдалому для імперії поході на Карфаген. Коли флот після поразки прямував назад, на острові Крит командири разом з масою солдатів підняли повстання проти Леонтія і проголосили Апсімара новим імператором, який взяв ім'я Тиберія.
Тим часом, столиця імперії, Константинополь був охоплений епідемією чуми. Тиберій з флотом, вирушив до міста. Деякий час він тримав місто в облозі, однак лише підкупивши охоронців стіни, зміг захопити місто. Скинутому Леонтію він звелів відрізати носа і заточив його в Делматський монастир (698).
Правління Тиберія позначено важкими битвами проти арабів у Вірменії. 705 року владу над імперією при підтримці болгар повернув собі знову Юстиніан II. Тиберія схопили і за наказом Юстиніана стратили разом з Леонтієм на іподромі. Також був страчений і його брат Іраклій.